# Pombo-correio

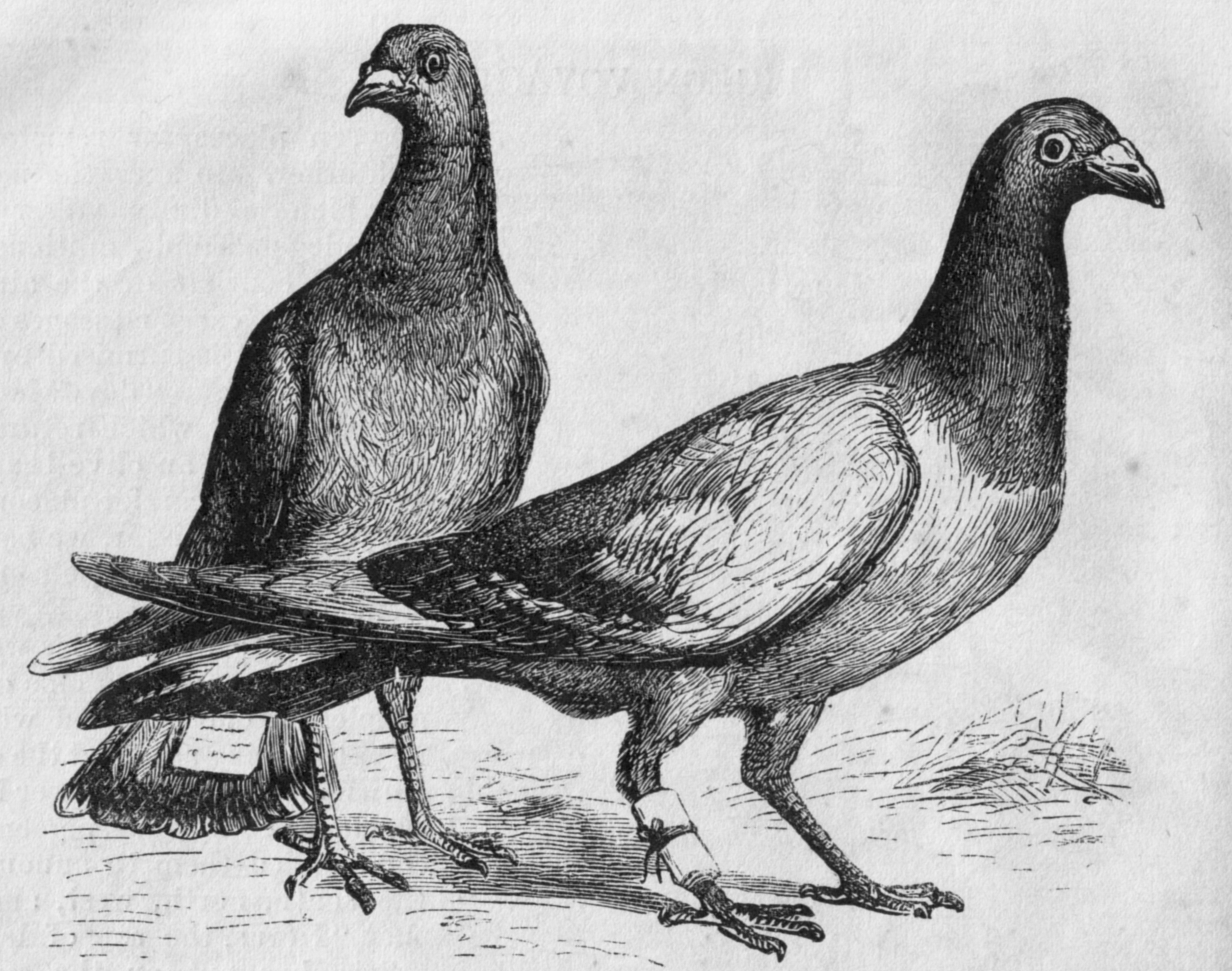
Pombos-correio.

O pombo-correio é uma variedade domesticada do pombo-comum ou pombo-das-rochas (Columba livia).
O pombo-das-rochas selvagem tem uma capacidade inata de retornar ao seu lar, o que significa que, geralmente, ele irá retornar a seu ninho, acredita-se, usando a magnetorrecepção. Foram muito usados durante a Primeira Guerra Mundial para comunicações no campo de batalha.

## História
Por volta de 3000 a.C., pombos-correio eram utilizados para troca de mensagens no Antigo Egito, se utilizando de seu senso único de orientação. Mensagens eram amarradas nas patas dos animais e então estes eram soltos para voarem de volta ao seu ninho original. Por volta do século XIX, pombos-correio já eram extensivamente utilizados para comunicações militares.